# The Gamers
The Gamers ist ein 2002 produzierter Low-Budget-Film von Dead Gentlemen Productions, der Pen-&-Paper-Rollenspiele karikiert. Drehbuch und Regie wurden von Matt Vancil übernommen, produziert wurde der Film von Dead Gentlemen Productions. Der Film ist nicht deutsch synchronisiert worden, es existiert lediglich eine qualitativ minderwertige deutsche Untertitelung. Eine Fortsetzung namens The Gamers: Dorkness Rising wurde für Mitte 2007 geplant und Anfang Juli 2007 mehrmals in Columbus (Ohio) gezeigt. Seit September 2008 ist der Film im Handel. Im August 2013 erschien der dritte Teil The Gamers: Hands of Fate, bei dem die Thematik auf Sammelkartenspiele erweitert wurde.

## Handlung
The Gamers spielt auf ironische Weise mit Stereotypen von Rollenspielern und Spielercharakteren und parodiert Regeldiskussionen und unrealistische Spielsituationen.
Der Film handelt von einer studentischen Rollenspielgruppe, deren Fantasy-Helden in einem ihrer Abenteuer versuchen, den Bösewicht „The Shadow“ zu besiegen. Dabei wechselt die Handlung immer wieder zwischen den am Tisch sitzenden Spielern, die mit dem Spielleiter diskutieren oder spektakuläre Erfolge feiern, und den imaginären Abenteurern, bei denen genau das passiert, was am Tisch erzählt wird. Dabei entstehen infolge von Unachtsamkeiten während des Spielens oder aufgrund von Regelauslegungen oft kuriose Situationen. Beispielsweise beteiligen sich Schlafende an einem Gespräch oder ein Dieb stiehlt – nur weil er es kann – einem Tavernengast die Hose, ohne dass dieser es bemerkt.

## Spielercharaktere
Folgende Spielercharaktere gehören zur imaginären Abenteurergruppe:
- Rogar der Barbar: ein Kraftprotz, wenn er nicht gerade Absperrgitter entfernen muss
- Newmoon der Elf: erwartet immer einen Hinterhalt und schießt Pfeile um fünf Ecken
- Ambrose der Magier: hat panische Angst vor Wasser, was zu seinem frühen Ableben beiträgt
- Nimble der Dieb: entwendet alles, was nicht niet- und nagelfest ist, und erschießt seine Gegner von hinten mit einer Balliste
- Mark der Berserker: steht die meiste Zeit nur stumm da, da sein Spieler sich mit seiner Freundin trifft anstatt an der Spielrunde teilzunehmen; wenn er in Rage gerät, besiegt er eine Armee im Alleingang
- Magellan der Magier: der vertrauenerweckende Ersatzmann für Ambrose, welcher nach dessen Tod vom selben Spieler geführt wird